# エフィンガム駅
エフィンガム駅（英語：Effingham Station）は、イリノイ州エフィンガム ウェスト・ナショナル・アヴェニュー401にある駅。全米各地を結ぶ旅客鉄道のアムトラックが乗り入れている。

## 利用可能な鉄道路線／列車
アムトラックのエフィンガム駅に発着する列車は下記の通り。
シカゴとニューオーリンズ間の夜行長距離列車シティ・オブ・ニューオーリンズ号…1日1往復停車
シカゴとカーボンデール間の昼行中距離列車イリニ&サルキ…1日2往復発着